# Illes Verges Nord-americanes
Les Illes Verges Nord-americanes, o Illes Verges Americanes (en anglès United States Virgin Islands), són un grup d'illes del Carib que constitueixen una dependència dels Estats Units. Geogràficament, formen part de les illes Verges.
Enteses com un "territori organitzat no incorporat" dels EUA, el Comitè de Descolonització de les Nacions Unides les inclou dins la seva llista de territoris no autònoms.
Les illes estan situades a cavall entre l'oceà Atlàntic al nord i el mar Carib al sud, i entre Puerto Rico a l'oest (de la qual estan separades pel pas de les Verges) i les illes Verges Britàniques a l'est.
Formen el territori quatre illes principals: Saint Thomas, Saint John, Saint Croix (la més extensa i, també, la més allunyada del grup) i Water Island, i unes dotzenes d'illes menors.

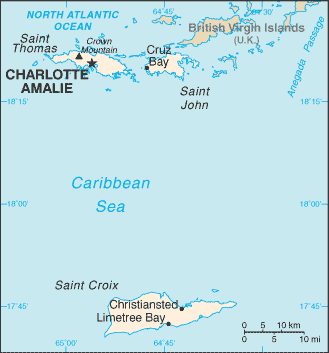
Mapa de les illes Verges Nord-americanes

Tenen una superfície total de 352 km² i una població de 124.778 habitants (2003). La capital de les illes és Charlotte Amalie, d'uns 20.000 habitants, localitzada a l'illa de Saint Thomas.